# Cantón Loja
Cantón Loja är en kanton i Ecuador.   Den ligger i provinsen Loja, i den södra delen av landet, 400 km söder om huvudstaden Quito. Antalet invånare är 214 855. Arean är 1 928 kvadratkilometer.
Terrängen i Cantón Loja är mycket bergig.